# 벨리사리오 베탕쿠르

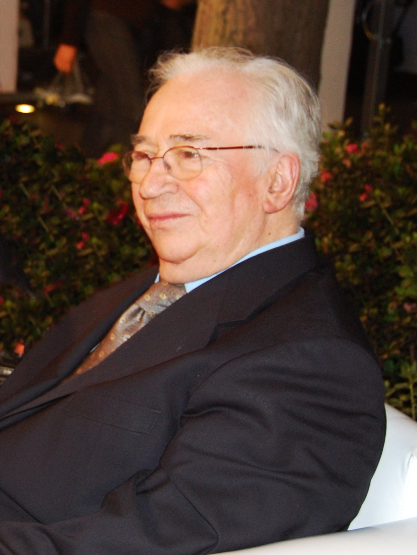
벨리사리오 베탕쿠르 (2009년)

벨리사리오 베탕쿠르 쿠아르타스(스페인어: Belisario Betancur Cuartas, 1923년 2월 4일~2018년 12월 7일)는 콜롬비아의 정치인 겸 변호사이다. 1982년 8월 7일부터 1986년 8월 7일까지 콜롬비아의 제26대 대통령을 역임했다.
안티오키아주 아마가(Amagá) 출신이다. 메데인에 위치한 볼리바르 교황청 대학교에 1940년 입학하여 1947년 경제학과 박사 학위, 1955년에는 법무박사 학위를 취득했다. 1945년부터 1947년까지 안티오키아주 의회 의원을 역임했고 쿤디나마르카주, 안티오키아주 상공회의소 대표를 역임했다. 1953년부터 1957년까지 콜롬비아 국회의원을 역임했다.
1962년부터 1963년까지 노동부 장관을 역임했으며 1975년부터 1977년까지 스페인 주재 콜롬비아 대사를 역임했다. 1970년 대통령 선거에서 무소속으로 출마했지만 낙선했고, 1978년 대통령 선거에서는 보수당 소속으로 출마했지만 낙선했다. 1982년 대통령 선거에서 보수당 소속으로 출마하여 당선되었고 1982년부터 1986년까지 콜롬비아의 대통령을 역임했다.

## 역대 선거 결과
| 선거명      | 직책명            | 대수 | 정당            | 득표율 | 득표수      | 결과 | 당락                 |
| ----------- | ----------------- | ---- | --------------- | ------ | ----------- | ---- | -------------------- |
| 1970년 선거 | 콜롬비아의 대통령 | 23대 | 콜롬비아 보수당 | 11.80% | 471,350표   | 3위  | 낙선                 |
| 1978년 선거 | 콜롬비아의 대통령 | 25대 | 콜롬비아 보수당 | 46.59% | 2,356,620표 | 2위  | 낙선                 |
| 1982년 선거 | 콜롬비아의 대통령 | 26대 | 콜롬비아 보수당 | 46.75% | 3,189,278표 | 1위  | 콜롬비아 대통령 당선 |